# 香港理工大学
香港理工大学（ほんこんりこうだいがく, 香港理工大學, 通称は理大, PolyU）は、香港の紅磡にある公立の研究大学（英語）である。香港の大学教育資助委員会が出資する、学位を授与する8つの大学のうちのひとつ。最寄り駅は紅磡駅。

## 概要
教育機関としての創始は1937年に開学した香港官立高級工業学院（英語: Government Trade School）に遡る。香港で最初に技術教育を施した大学である。前身の香港理工学院時代の1994年、香港特別行政区立法会によって正式な大学としての地位が与えられた。
9学部を擁し、応用科学、経営、建築、環境、工学、社会科学、保健、人文科学、デザイン、ホテル業・観光業などの分野の講座を開講しており、毎年2万5800人を超える学生に160以上の講座を提供している。学生数で比較した場合、香港最大の公立高等教育機関であり、また2025年時点の「THE世界大学ランキング」でアジア第18位、また同ランキングの設立から年の浅い大学部門で同7位、2026年時点の「QS世界大学ランキング」では54位であった。

## 校訓

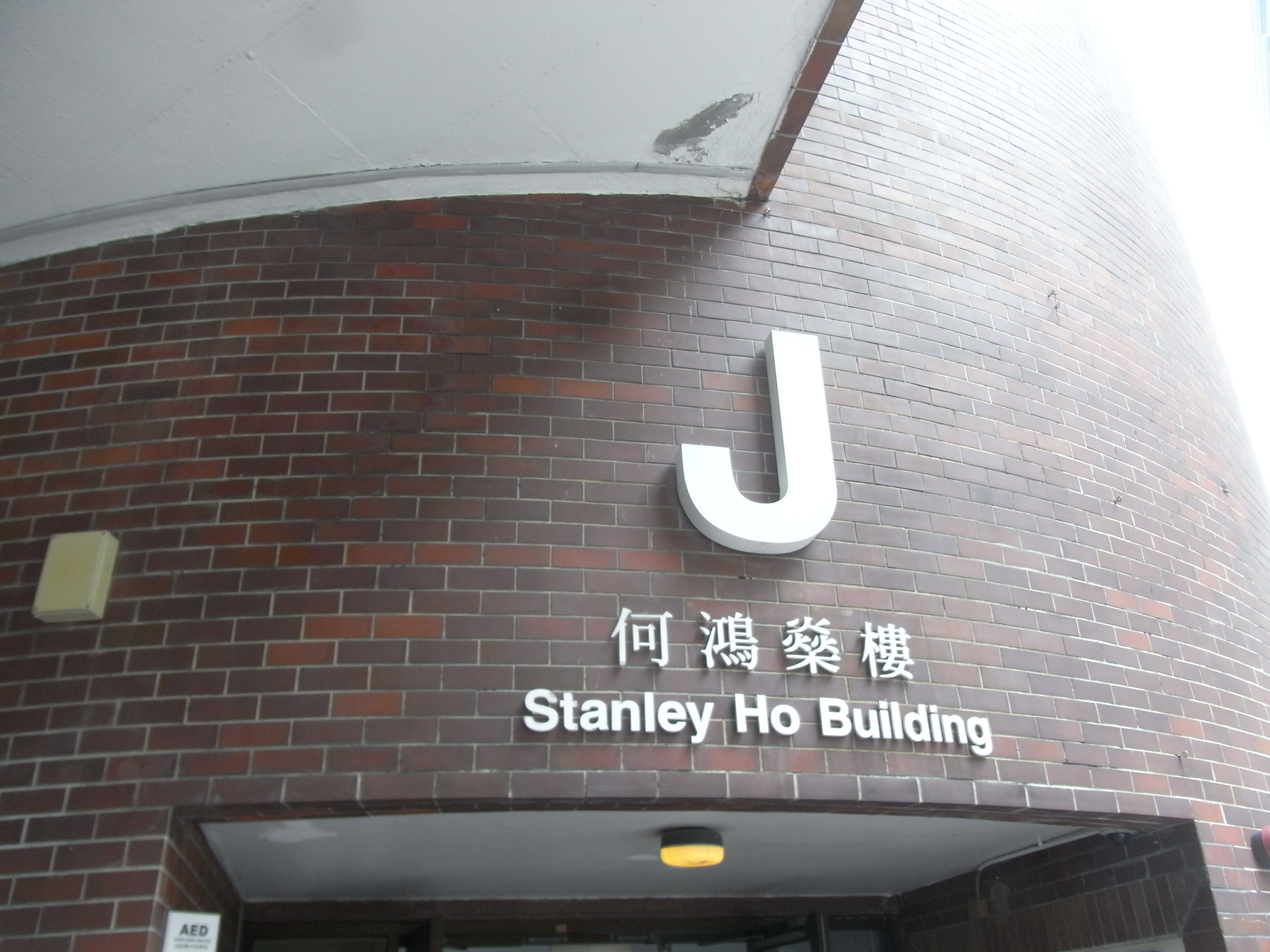
香港理工大学に立つスタンレー・ホー棟

- 人々の利益のために学び、応用する

（開物成務，勵學利民）
（英: "To learn and to apply, for the benefit of mankind"）

## 歴史

### 創設
香港理工大学の歴史は、1937年に香港・湾仔のWood Roadに開学した香港官立高級工業学院にまで遡る。香港官立高級工業学院は、高等教育機関として政府の助成金を受けた香港初の実業学校であった。当時の校長であったG. Whiteの下で、海上無線通信、機械工学、建築などの座学と実習の授業が行われた。3階建ての校舎はヴィクトリアン様式で、地域の人々に「赤煉瓦の家」と呼ばれていた。
第二次世界大戦を経て1947年に香港工業専門学院（通称・「工専」）と改称し、全日制と定時制の課程を置いた。1957年、新しく紅磡に校舎を移転し、香港総督アレクサンダー・グランサム卿によって開設した。

### 香港理工学院時代
1965年、当時の香港の政治家であった鍾士元は、中等教育機関の卒業生を受け入れる教育機関として、香港にポリテクニックを設立することを提案した。1969年5月、ポリテクニックの設立委員会の委員長に、政府の任命を受けて唐炳源博士が就任した。香港立法局は、1972年3月24日付で香港理工学院条例を承認し、鍾士元を初代学院理事長として香港理工学院（英: Hong Kong Polytechnic、通称・「理工」）を設立した。
香港理工学院は専門家志向の教育を提供し、技術系の資格を持った労働者を求める経済界のニーズ充足を使命とし8部門を設けた。学生数は全日制1700名、昼間部740名、夜間部9340名を数えている。1983年に学士資格を授与する5つの課程を創設、翌1986年に研究修士号（M. Phil.）を授与する修士課程、さらに1989年に博士号（Ph. D.を授与する）博士課程を開設した。

### 現在の姿
1994年、大学教育資助委員会によって、専上学院条例に縛られず、自己評価により学士プロフラムの認定をすることが認められた。同年11月25日には正式な法定大学としての地位が政府によって認められ、同時に大学名を香港理工大学に改称し、学章も新たなものに変更された。
1995年、技術移転において優れた実績のある著名大学を迎えた「国際戦略技術同盟」（ISTA, International Strategic Technology Alliance）が創設され、中国とイギリス、アメリカにある30の高等教育機関が加盟した。香港理工大学は事務局を担当する。加盟校はいずれもサイバネティックスに秀でた大学であり、同盟はリソースと優秀な人材を駆使して、応用科学の研究や技術移転、および科学技術研究の成果のローカル・グローバル双方における商業化と工業化を目的としている。
2008年6月20日、四川大学と共同で香港ジョッキークラブから2億元の支援金を受け、四川省成都市に香港理工大学のリエゾンオフィスも兼ねた「四川大学-香港理工大学災害後復興管理学校」を設立した。学校は2013年5月8日に正式に開校した。
2012年4月1日、香港理工大学初となる学際的分野の学部である、医用生体工学の学際的学部を設立した。また、2016年7月には香港で初めて航空工学部門を設立し、民間航空工学ならびに航空工学の2つの学士号を与えることになった。学際分野の部門としては、前述の医用生体工学に次いで2番目となる。
2012年11月、アメリカのボーイング社と協力覚書を取り交わし、香港初の航空サービス研究センターを開設した。航空整備に関して、学術研究成果と現場の実情とのギャップを埋め、アジアで最も先進的な航空整備産業の研究開発センターを目指している。
2015年、西安交通大学と共同で「シルクロード大学アライアンス」（英: University Alliance of the Silk Road，UASR）を設立した。さらに、同大学と2017年5月に「シルクロード国際工程学院」を設立し、広く一帯一路の沿道諸国や地域および中国本土、香港から優秀な学生を集め、ハイレベルな研究を行うプログラムを構築した。また、高水準の共同研究プロジェクトを展開し、2大学の教員・専門家が共同で大学院生を指導する「デュアル・チューター制度」を採用した。
2015年10月にはニューサウスウェールズ大学（オーストラリア）、京都大学（日本）、延世大学（韓国）、マンチェスター大学（イギリス）と共同で、大学の社会的責任を主題とする「社会責任大学ネットワーク」（USRN, University Social Responsibility Network）というプラットフォームを設立した。このプラットフォームでは、「大学の社会的責任サミット」を隔年で催し、加盟校はアイデアやリソースを共有しながら、高等教育機関としての責任ある活動を行うための連携を促進し、教育と学習、研究と社会への奉仕を通じて、社会に影響力を発揮することを可能としている。
2018年5月、「ビッグデータ分析センター研究室」を設立した。香港初となるビッグデータ分析を行う研究センターであり、大学の学際的研究やビッグデータに関する教育の推進、大学と産業界との強い協力関係の構築を目指し、アリババグループ、GoGoVan、ファーウェイ、香港警察やマイクロソフトその他の機関と提携関係にある。

## キャンパス

### メインキャンパス

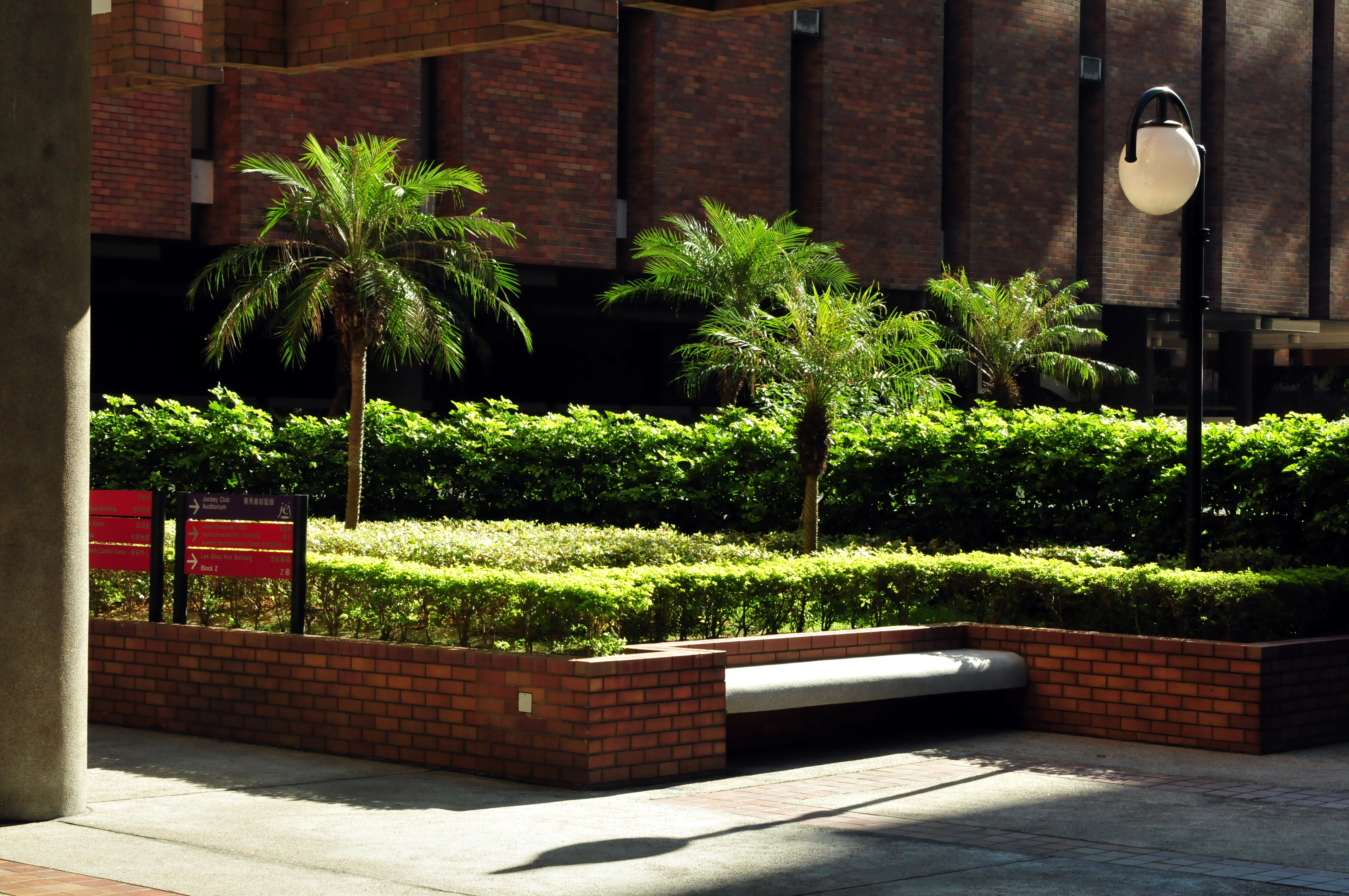
キャンパス内の休憩所

九龍のホンハムにある香港理工大学のメインキャンパスには、赤レンガの壁を持つ 20 棟以上の建物があり、その多くは相互に連結され、演壇より 1 階高くなっており、物流や駐車場など多目的に使用できる屋根付きの屋外スペースとなっています。寄付者にちなんで名付けられた建物のほか、建物を連結する円形建築には英語のアルファベットで識別されます。香港理工大学は、世界最大かつ最も密度の高い教育キャンパスの 1 つです。教室、実験室、その他の学術施設に加えて、大学には多目的講堂、レクリエーション施設、ケータリング施設、医療施設、書店、銀行があります。

### 紅磡湾と西九龍キャンパス
紅磡湾と西九龍キャンパスは、香港コミュニティカレッジ (HKCC) と専門教育およびエグゼクティブ開発スクール (SPEED) という 2 つの子会社によって構成される専門教育および継続教育カレッジを擁する 2 つのサテライト キャンパスです。

## 学部単位

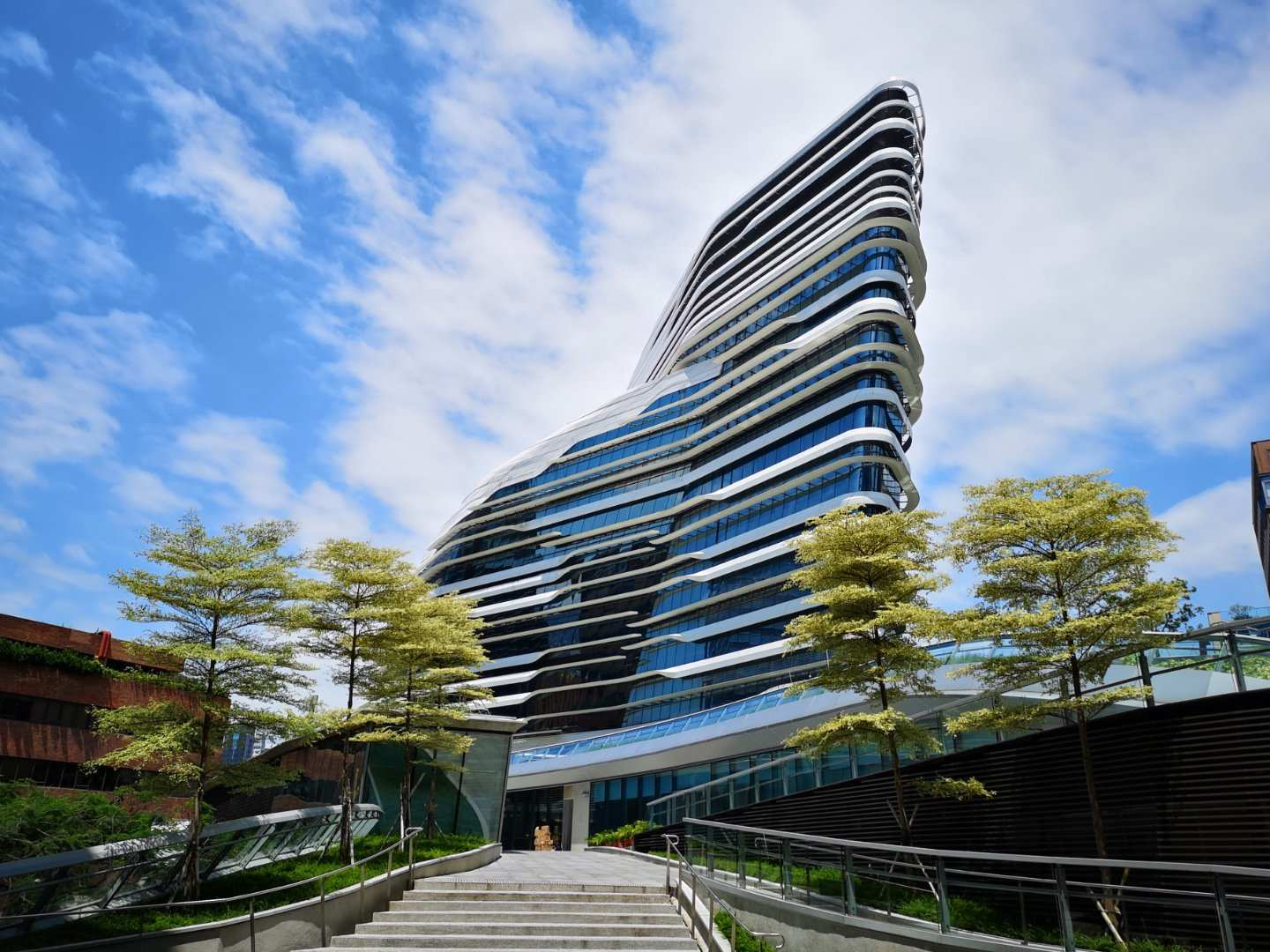
デザイン学部

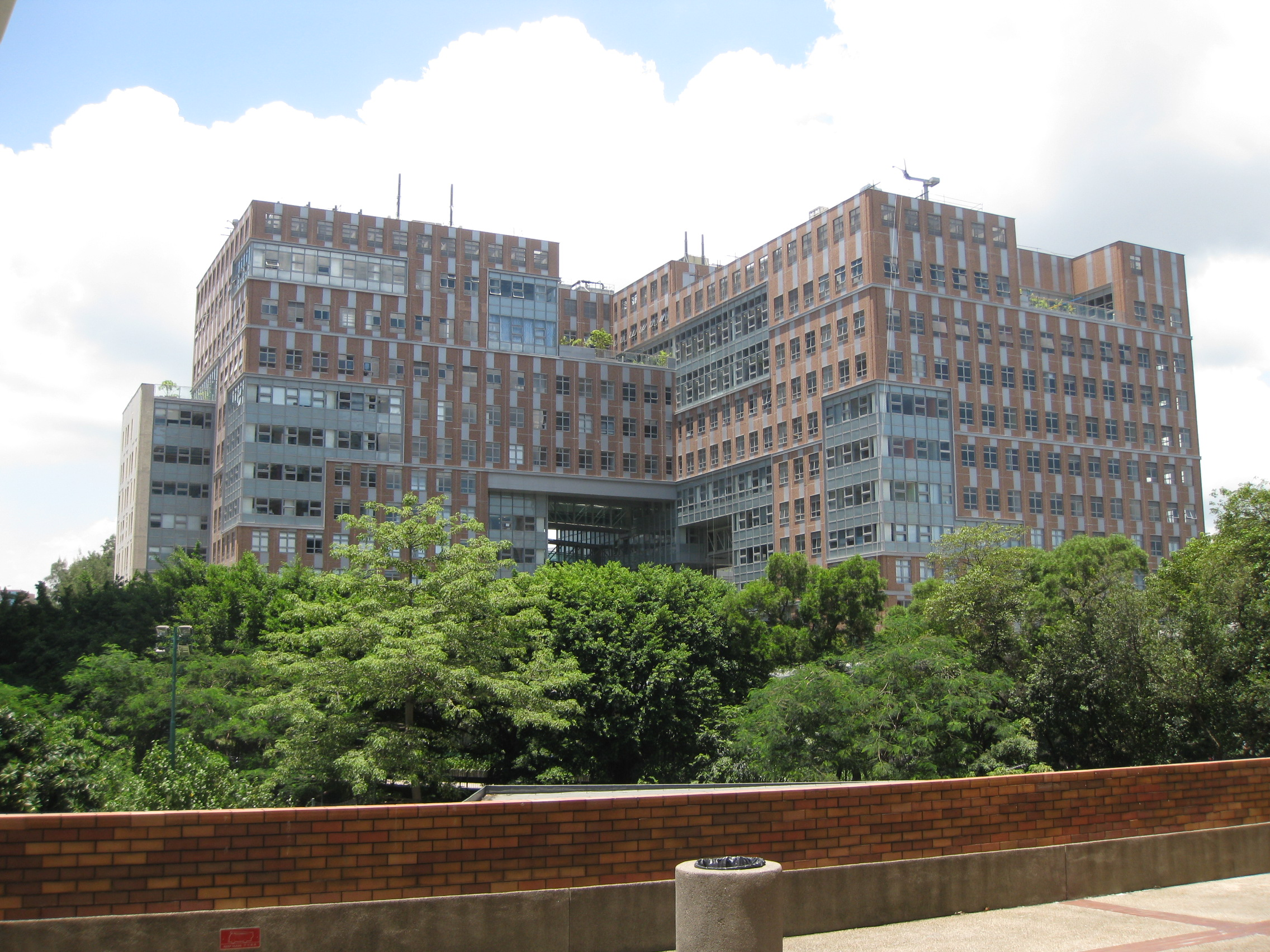
建設および環境学部

- 理学部
（Faculty of Science）
  - 応用生物および化学科
  - 応用数学科
  - 応用物理学学科[29]
  - 食品科学・栄養学科
- 工商管理学部（経営学部）
（Faculty of Business[30]）
  - 会計および金融学部
  - 物流および航運学科
  - 管理および市場学科
- 人文学部
（Faculty of Humanities）
  - 中国語・バイリンガル学科
  - 中国歴史文化学科
  - 英語コミュニケーション学科
  - 英語教育センター
  - 中国語教育センター
  - 香港孔子学院
- 建設および環境学部
（Faculty of Construction and Environment）
  - 建築および不動産学科
  - 家屋設備の工程学科
  - 土木および構造学科
  - 土地測量および地理情報学科
- 工程学部（工学部）
（Faculty of Engineering）
  - 生体医工学科
  - コンピューティング学科
  - 電気電子工学科
  - 産業システム工学科
  - 機械工学科
  - 航空土木工学科
  - データサイエンスと人工知能学科
- 医療および社会科学部
（Faculty of Health and Social Sciences）
  - 応用社会科学科
  - 医療技術情報学科
  - リハビリテーション科学科
  - 看護学部
  - 検眼学部
- ホテルおよび観光管理学部
（School of Hotel and Tourism Management）
- デザイン学部
（School of Design）
- ファッション・テキスタイル学部
（School of Fashion and Textiles）

## 著名な出身者
- 梁振英：政治家、第3代香港特別行政区行政長官
- 李強：政治家、第8代中華人民共和国国務院総理
- ウォン・カーウァイ：映画監督、脚本家
- ジジ・リョン：歌手、女優
- zh:陳婉嫻：政治家
- zh:陳鑑林：政治家
- zh:黄貫中：歌手、ミュージシャン
- zh:麥家碧：漫画家
- zh:許誠毅：映画監督
- zh:葉翠翠：女優
- zh:阮小儀：番組司会
- zh:甄子康：ディスクジョッキー、番組司会
- zh:梁慧嘉：女優、番組司会
- zh:鄧達智：ファッションデザイナー
- zh:歐陽應霽：漫画家、作家

## 主な名誉博士
工商管理（経営学）博士
- Victor Fung Kwok-king 馮國經（2018年）GBM, GBS
- David T.Y. Mong 蒙德揚（2017年）
- Katherine Ngan Ng Yu Ying 顏吳餘英（2017年）MH, JP
- Ho Kwon Ping 何光平（2015年）
- John Slosar（2015年）
- Christopher Cheng Wai-chee 鄭維志（2014年）GBS, OBE, JP
- Edwin Leong Siu-hung 梁紹鴻（2013年）
- Lam Tai-fai 林大輝（2004年）
- Sir Kumar Bhattacharyya（2003年）
- Cheung Tsang Kay, Stan 張曾基（1999年）PhD, Hon. LLD., JP
- Leung Chun-ying 梁振英（ 1998年）BSc, DBA, JP
- Cheng Yu-tung 鄭裕彤（1997年）DPMS, LLD, DBA, DSSc
- Lee Shau-kee 李兆基（ 1997年）DBA, DSSc
- Peter Woo Kwong-ching 呉光正（1997年）BSc, MBA, DLitt, DSSc, LLD, JP
- Sir William Purves 浦偉士（1993年）DSO, HonLLD, HonDUniv
- Quo-wei Lee 利國偉（1992年）GBM, LLD, DBA, DLitt, HonPhD, FCIB, FRCPEd, FHKCP, JP
- Sir Run Run Shaw 邵逸夫（1991年）GBM

デザイン学博士
- Kigge Mai Hvid（2018年）
- Victor Lo Chung-wing（2011年）GBS, JP

工程学（工学）博士
- Wong Tit-shing 黃鐵城（2018年）
- Ko Jan-ming 高贊明（2017年）, BSc(Eng) (H.K.); PhD (H.K.); CEng; RPE; FASCE; FHKIE; FIStructE
- Ye Peijian 葉培建（2016年）
- David C. Chang 張鍾濬（2015年）
- Irwin Mark Jacobs（2014年）
- Zhou Ji 周濟（2002年）Academician of CAE
- Chow Ming-kuen, Joseph 周明權（1998年）OBE, BSc, CEng, RPE, FHKIE, FICE, FIStructE, FCIT, JP
- Sir Gordon Wu Ying-sheung 胡應湘（1994年）KCMG, BSE, DBA, HonD
- James Wu Man-hon 胡文瀚（1991年）BSc(Eng), DEng, LLD, M.ASHRAE, JP
- Chiang Chen 蔣震（1990年）DBA, DSocSc, FHKIE
- Allen Lee Peng-fei 李鵬飛（1990年）BS, FHKIE, JP

人文学博士
- Winfried Engelbrecht-Bresges（2019年）GBS, JP
- Annie Wu Suk Ching 伍淑清（2018年）SBS, JP
- Charles Chen Yidan 陳一丹（2017年）
- Marjorie Yang Mun-tak 楊敏德（2016年）GBS, JP
- アリソン・リチャード（英語版）Dame Alison Richard（2015年）
- Güler Sabanci（2013年）

- Poon Chung-kwong 潘宗光（2009年）GBS, PhD (Lond.), DSc (Lond.), JP

法学博士
- Patrick Poon Sun-cheong 潘燊昌（2013年）
- Louis Cha 查良鏞（1996年）Chev. de L. d’ Honneur
- Elsie Tu 杜葉錫恩（1994年）GBM, BA, DCL, DThPT, DSocSc
- Keith Legg 李格致（1992年）BSc(Eng), MSc, PhD, DTech, LLD
- Ti Liang Yang 楊鐵樑（1992年）LLB, DLitt, LLD

文学博士
- 白先勇（2013年）
- Sir Gordon M. Macwhinnie （1990年）FCA, FHKSA, JP

理学博士
- Qiu Yong（2019年）
- Wang Shuguo 王樹國（2018年）
- ダニエル・シェヒトマン（2017年）

- 野依良治（2007年[31]）、2002年より当学名誉教授[32]。（理化学研究所理事長）
- 呉大猷（1993年）BS, MA, PhD, HonDSc (Mich.), HonDSc (Nankai), HonDSc (National Chiao-tung)
- Yan Dongsheng 嚴東生（1993年）BS, MS, PhD, HonDSc (Ill.), HonDSc (Bordeaux I)

社会科学博士
- Robert F. Engle（2016年）
- Sir Harry Fang Sin-yang 方心讓（1996年）MB, BS, MCH.ORTH, FRCSE, MD, FACS, FRACS, FRCPE, FHKAM, LLD, JP

科技博士
- Candace Johnson（2016年）
- John E. Strickland（1998年）GBS, MA, DBA, JP
- Stan Shih（1997年）BSEE, MSEE, HonD